# Chiesa di San Giovanni Battista (Nizza Monferrato)
La chiesa di San Giovanni Battista, nota anche come chiesa di San Giovanni Lanero e con il titolo di duomo, è la parrocchiale di Nizza Monferrato, in provincia di Asti e diocesi di Acqui; fa parte della zona pastorale di Nizza-Canelli.

## Storia
Il primitivo luogo siculo dedicato a San Giovanni Battista, che la tradizione vuole fondato dai Longobardi e appartenente all'ordine di Santa Croce di Mortara, sorgeva accanto al palazzo comunale, mentre l'originaria parrocchiale era la chiesa di Santa Maria in Lanero.
Tra il 1768 e il 1772 la chiesa dei Frati minori conventuali di San Francesco venne ricostruita su progetto di Filippo Giovanni Battista Nicolis di Robilant e in essa fu trasferita la parrocchialità nel 1827; nella seconda metà del XIX secolo si procedette alla realizzazione di nuovi affreschi, dipinti da Pietro Ivaldi.
Successivamente dall'alluvione del 1948, due anni dopo l'interno della chiesa, in mattoni a faccia vista, fu rivestito in lastre marmoree; nel 1975 il pavimento venne totalmente rifatto e si provvide ad adeguare l'edificio alle norme postconciliari.
Tra il 2018 e il 2019 la parrocchiale fu restaurata e consolidata.

## Descrizione

### Esterno
La facciata a salienti della chiesa, rivolta a sudovest, è suddivisa da una cornice marcapiano in due registri, entrambi scanditi da lesene; quello inferiore, anticipato dal pronao tetrastilo, presenta al centro il portale maggiore e ai lati gli ingressi secondari e due finestrelle, mentre quello superiore, più stretto, è caratterizzato dal rosone oppilato e coronato dal timpano triangolare.
Annesso alla parrocchiale è il campanile a base quadrata, la cui cella presenta su ogni lato una monofora ed è coperta dal tetto a quattro falde.

### Interno
L'interno dell'edificio è suddiviso da pilastri sorreggenti degli archi a tutto sesto, sopra cui corre la trabeazione sulla quale si imposta la volta, in tre navate spartite in quattro campate; al termine dell'aula si sviluppa il presbiterio, rialzato di alcuni gradini, ospitante l'altare maggiore e chiuso dall'abside semicircolare.
Qui sono conservate diverse opere di pregio, tra le quali una statua processionale con soggetto Cristo Risorto, risalente al XVIII secolo, l'altare maggiore e quelli laterali del Suffragio e del Sacro Cuore, costruiti dalla famiglia Giudice.